# Mikószalatna
Mikószalatna (Slatina de Criș), település Romániában, a Partiumban, Arad megyében.

## Fekvése
Borossebestől északkeletre, Déznától északnyugatra, Menyháza és Dézna közt fekvő település.

## Története
Mikószalatna nevét 1553-ban Szlatina néven említette először oklevél. 1808-ban Szlatina, 1909-ben Slatina, Szlatina, 1913-ban Mikószalatna néven írták. 
1851-ben Fényes Elek írta a településről: „Szlatina, oláh falu, Arad vármegyében, Dezna mellett: 278 óhitü lakossal.”
1910-ben 523 lakosából 522 görögkeleti ortodox román volt.
A trianoni békeszerződés előtt Arad vármegye Borossebesi járásához tartozott.